# Първата спокойна нощ
„Първата спокойна нощ“ (на италиански: La prima notte di quiete, на френски: Le Professeur) е филм от 1972 година, копродукция на компании от Италия и Франция, режисиран от Валерио Дзурлини.

## Сюжет
Внимание:  Текстът по-долу разкрива сюжета на произведението (или части от него)!
Докато учител е в отпуск по болест, въпреки разрошената си външност и трудова история с необясними пропуски, Даниеле е нает да замества и води часове в Римини. За да опознае своите ученици, той ги моли да напишат есе за себе си или ако предпочитат да пишат по тема за Манцони. За негова изненада само един ученик избира втората – тихата и много привлекателна Ванина, която все повече поглъща вниманието му. Той разговаря с нея и ѝ дава да прочете книгата „Ванина Ванини“ от Стендал. В свободното си време той оставя половинката си Моника сама (те спят разделени), докато опознава групата местни мъже, които обичат да пият алкохол, да играят хазарт, наркотиците за отдих, бързите коли и лесните жени. Виден сред тях е бизнесменът Джерардо, който кара показно Ламборгини и е любовник на Ванина, както и Спайдър, гей фармацевт, който тайно е благочестив католик и любител на поезията.
Даниеле завежда Ванина да види стенопис от Пиеро дела Франческа и на връщане споделят целувка. Когато рожденият ден на Спайдър идва, те отиват в дискотеката, където Ванина се муси и не иска да танцува, и Джерардо предлага на групата да продължат в луксозната му къща. Там за отмъщение на Ванина той прожектира на гостите домашен филм, който започва невинно с Ванина на екскурзия във Венеция, но се превръща в откровени секс сцени. Ванина изключва електричеството и Джерардо моли всички да си тръгнат. На следващия ден Ванина не се появява в училище и Даниеле отива в къщата на майка ѝ, която със заплахи го предупреждава да стои далеч от дъщеря ѝ. Прибирайки се вкъщи, той се сблъсква с проблеми с Моника, която прекарва вечерите си с други мъже. Освен това Спайдър се е влюбил в него и е намерил написана от него книга със стихове, наречена „Първата спокойна нощ“. Когато Спайдър пита за значението на заглавието, Даниеле казва, че е взето от Гьоте: „...след като умрете, имате първата си спокойна нощ без сънища“.
Друг приятел Марчело, агент за недвижими имоти, държи празни имоти за продажба, завежда Даниеле в уединена къща край морето, в която е позволил на Ванина да се скрие. След като Даниеле и Ванина правят любов, те са събудени от разярения Джерардо, който яростно чука и търси своята избягала любовница. Даниеле отваря на Джерардо и го оставя в негово присъствие да разговаря с Ванина. Ванина съобщава на Джерардо, че никога не го е обичала и го изоставя. В яда си, че е отхвърлен, Джерардо казва на Даниеле, че Ванина е била дете-проститутка, управлявана от майка си, която се радва на повечето мъже в града и някои жени също. След това Даниеле се спречква с Джерардо, който е изведен от компанията.
Качвайки Ванина във влак, за да отиде при сестра си, Даниеле се прибира вкъщи, за да каже на Моника, че я напуска, на което тя отговаря, че ще се самоубие. Когато спира в бар, за да позвъни на Моника, телефонът не получава отговор. На излизане от кафенето е изненадан и пребит от любовника на майката на Ванина. Спасен е от Марчело, а за него се грижи Спайдър. Ранен и разстроен той се сбогува с Марчело и Спайдър и тръгва с колата към Ванина. Шофира бързо и несъсредоточено през мъглата. Той моли Спайдър да отиде до Моника и да провери как е. Спайдър отива и чука на вратата на апартамента на Моника, но тя не отваря. Даниеле се обажда на Спайдър по телефона от крайпътен бар. След като разбира, че тя не отваря, той моли Спайдър пак да отиде и да разбие вратата ако трябва и казва, че скоро ще дойде. След това излиза с колата от пряката към главения път, без да се огледа, и е ударен от камион. Единственият герой, който отива на погребението в голямата вила на семейството на Даниеле е Спайдър.

## В ролите
| Актьор                | Роля                           |
| --------------------- | ------------------------------ |
| Ален Делон            | професор Даниеле Доминичи      |
| Соня Петровна         | Ванина Абати                   |
| Леа Масари            | Моника                         |
| Джанкарло Джанини     | Джорджо Моска (Спайдър)        |
| Ренато Салватори      | Марчело                        |
| Алида Вали            | Марчела Абати, майка на Ванина |
| Адалберто Мария Мерли | Джерардо Фавани                |
| Салво Рандоне         | Директорът                     |
| Николета Рици         | Елвира                         |
| Лиана Дел Балцо       | майката на Даниеле             |
| Патриция Адютори      | Валерия                        |